# Giorgio di Alessandria
Giorgio di Cappadocia, chiamato Giorgio l'Ariano dai commentatori rivali (... – Alessandria d'Egitto, 24 dicembre 361), è stato un vescovo egiziano ariano, patriarca di Alessandria d'Egitto dal 357 alla sua morte nel 361.
Ricoprì la carica durante la fuga di Atanasio nel deserto egiziano, dovuta all'improvviso mutarsi dei rapporti di forza tra i cristiani fedeli al dogma niceno e i seguaci di Ario. In qualità di fervente ariano, è considerato un controverso avversario e successore del patriarca Atanasio, quindi un usurpatore dalla Chiesa cattolica, copta e ortodossa.

## Biografia
Poche notizie sono giunte sul suo conto e, il più delle volte, sono probabilmente viziate da faziosità e acredine nei confronti del movimento ariano. Viene infatto descritto come un uomo corrotto e disprezzabile, violento e avaro.
Nacque secondo lo storico Ammiano Marcellino a Epifania, in Cilicia, mentre secondo altre fonti nella Cappadocia, o a Lidda, in Palestina (futura Lod, Israele). La Cappadocia potrebbe essere la provincia in cui abitava. È noto anche come Giorgio il follatore per il mestiere paterno.
Gregorio Nazianzeno lo descrive infatti come un parassita «che si sarebbe venduto per una torta», ex soldato scappato dall'esercito per comportamenti diffamanti, che vagò di città in città fino a stabilirsi ad Alessandria. Nelle sue opere Atanasio lo descrive come un uomo empio, probabilmente in principio pagano, che era diventato uno zelante ariano per interesse, in modo da ingraziarsi il favore dell'imperatore. Di fede ariana, anche se non risulta che avesse occupato ruoli all'interno della gerarchia ecclesiastica, né che fosse letterato o avesse compiuti studi teologici fu posto dai seguaci di Ario, forti dell'appoggio accordato dall'imperatore Costanzo II, dai meleti e dai pagani sul soglio di Alessandria.
Nel 357 fu ordinato da un sinodo di trenta vescovi ariani ad Antiochia e, con il beneplacito dell'imperatore, d entrò nella città di Alessandria a seguito di truppe comandate da Sebastiano, dux Aegypti ("comandante delle truppe romane in Egitto"). Lì, con l'espediente della ricerca del rivale Atanasio, sarebbero stati violati tutti i luoghi sacri e sarebbe stato commesso «ogni genere di crimine».
In forza della sua nomina Gregorio partecipò ai sinodi ariani di Seleucia e di Costantinopoli (rispettivamente nel 359 e nel 360). Durante il suo patriarcato si verificarono numerose rivolte da parte della popolazione di Alessandria, rivolte sedate con l'uso della forza grazie all'appoggio militare fornito a Giorgio dallo stesso imperatore.
A livello politico continuò la persecuzione contro i cristiani trinitaristi già iniziata dai suoi predecessori ariani. Molti sono i racconti pervenutici da parte dei suoi avversari sulle atrocità cui sottoponeva i fedeli al credo niceno. Si narra, ad esempio, che sotto suo ordine il duce Sebastiano abbia pubblicamente spogliato delle donne di fede ortodossa e le abbia esposte di fronte a un rogo costringendole all'abiura.
Una sollevazione popolare lo costrinse durante il suo vescovado a fuggire a Costantinopoli per chiedere aiuto all'imperatore, il quale fornì lui le truppe necessarie per sedare la rivolta e inasprire la repressione ariana.
Poiché si era arricchito oltre ogni misura sfruttando la propria carica, Atanasio indica nelle sue opere che un decreto di deposizione fosse stato posto nei suoi confronti dallo stesso concilio ariano di Seleucia, non più disposto a tollerare il suo immorale comportamento.
La sua morte, il 24 dicembre 361, per linciaggio fu la conseguenza sia dei nuovi affronti alla popolazione alessandrina, essendosi inimicato anche la fazione pagana macchiandosi della distruzione dei loro templi, sia della morte del suo protettore Costanzo II, avvenuta il 3 novembre di quell'anno. Giuliano avrebbe scritto, senza esito, una lettera di condanna di questi fatti ed esortato al salvataggio della ricca biblioteca di Giorgio, fatto contrastante con il ritratto di illetterato dipinto dai suoi detrattori.

## Influenza culturale
Alcuni elementi della sua morte sarebbero mutuati nella leggenda di san Giorgio, omonimo Giorgio di Cappadocia.